# 井上富雄
井上 富雄（いのうえ とみお、1961年7月4日 - ）は、日本のミュージシャン。福岡県小倉市(現・北九州市小倉北区)出身。ルースターズ、ブルートニックのオリジナルメンバー。シンガーソングライター、ベースプレイヤー、プロデューサー、アレンジャー、作詞家、作曲家。

## 来歴
福岡県立小倉南高校在学中に、「人間クラブ」を経て「ルースターズ」に加入。
1980年、ルースターズのメンバーとしてデビュー。
1984年ルースターズ脱退後、自身のリーダーバンドであるブルー・トニック結成、ヴォーカル、ギターを担当する。1987年にテイチク・ノン・スタンダードからメジャーデビューする。1989年ブルー・トニック解散。
1990年 ベース・プレイヤーとしての活動を開始。その後、数多くのセッションを経験し、現在はプロデューサー、アレンジャーとしても活動している。
2003年 初のソロアルバム『up! up and away』を発表。
2004年 CAJUN MOON BANDマキシシングル発表。
2007年 URBAN BLUES QUARTET「PLAYS FUTURE CLASSICS」発表。
2008年 STRUTTIN  UNLIMITED「DREAM ENSEMBLE」発表。
2014年 ブルー・トニック一夜限りの再結成を果たす。
2019年10月25日 16年ぶりの新譜「AFTER THE DAWN」リリース。
2019年 11月29日「AFTER THE DAWN」配信サービスにて配信開始。
2020年 アコースティック・ソロ・ライブ "Peaceville"開始。
2021年 3月3日 アルバム第4弾「遠ざかる我が家」発表。

## 代表的なプロデュース、アレンジ、楽曲提供
- 高田志麻
- 岩下清香
- BONNIE PINK
- 恋愛信号
- MOOMIN
- SION
- クレモンティーヌ
- SHUUBI
- WINO
- 石橋凌
- iyiym
- soulsberry
- advantage Lucy
- ARCH

## 主なライヴ・レコーディング参加
- ORIGINAL LOVE
- 花田裕之
- 佐野元春[1]
- 布袋寅泰
- 小沢健二
- PUFFY
- UA
- 藤井フミヤ
- 玲葉奈
- トータス松本
- 元ちとせ
- 福山雅治
- 桑田佳祐
- 吉田兄弟
- 椎名林檎
- 渡辺美里